# De Poezenkrant
De Poezenkrant (soms afgekort tot PoKra) was een onregelmatig verschijnend Nederlands tijdschrift dat in 1974 werd opgericht door grafisch ontwerper en bladenmaker Piet Schreuders. Het blad, dat berichten over en illustraties van huiskatten combineerde met ironische observaties over het leven van hun eigenaren, groeide uit tot een cultfenomeen.

## Concept en kenmerken

### Opmaak en verschijning
Een van de opvallende kenmerken van De Poezenkrant was de vormgeving. Deze was experimenteel en eclectisch, met wisselende combinaties van formaat, opmaak en stijl. Meerdere uitgaven verschenen als pastiche op bekende uitgaven, zoals de Gouden Boekjes, de Britse sensatiekrant The Sun, het tijdschrift National Geographic en het roddelweekblad Privé.
Het blad kende geen vast verschijningspatroon. Schreuders bracht nieuwe edities uit wanneer hij genoeg materiaal had verzameld die hij de moeite waard vond. Hierdoor varieerde de frequentie van publicatie sterk, met soms meerdere jaren tussen twee edities. Abonnementen konden dan ook enkel worden afgesloten per aantal nummers in plaats van per periode. In 2019 werd de abonnementsvorm stopgezet, en was het blad voortaan alleen nog per los nummer te koop, tegen sterk wisselende prijzen per uitgave.

### Inhoud
De 'Brieven'-rubriek was berucht, niet in de laatste plaats door de antwoorden en dreigementen van De Directie. Het blad werd gevuld, vormgegeven en uitgegeven door oprichter en grafisch ontwerper Piet Schreuders. Schrijver Willem Frederik Hermans en fotograaf Ed van der Elsken leverden bijdragen.
Eigenlijk was De Poezenkrant helemaal geen tijdschrift over poezen, maar meer een vervoermiddel voor de typografische vondsten en stilering van de zelfbenoemde 'Directeur van De Poezenkrant', Piet Schreuders zelf, met als smoes de poes. Naïeve poezenliefhebbers vonden er dan ook niets van hun gading.
De Engelse lezers zijn gewaarschuwd: "...the stories may be several years old, containing outdated or incomplete information; the images (most of which are sent in by readers) are often blurry and unprofessional... Therefore, no English edition of De Poezenkrant – sorry!"

## Geschiedenis

### Ontstaan en ontwikkeling
Het eerste nummer van De Poezenkrant verscheen in 1974. Schreuders begon het blad naar aanleiding van de vele kattenfoto's en -verhalen die zijn vrienden hem stuurden. Het idee om een tijdschrift aan katten te wijden, begon als een grap maar bleek al snel een succes. Oplagen van slechts enkele honderden exemplaren werden snel uitverkocht, en Schreuders moest regelmatig herdrukken om aan de vraag te voldoen.
In de loop der jaren evolueerde De Poezenkrant van een eenvoudige verzameling ingezonden brieven en foto's naar een inhoudelijk rijk tijdschrift. Het blad bevatte niet alleen verhalen en afbeeldingen van katten, maar ook interviews, essays, gedichten en zelfs historische onderzoeken over katten in kunst, literatuur en het dagelijks leven.
In 2004 werd het tijdschrift geëerd met de uitgave van het boek Het grote boek van De Poezenkrant. In 2015 was "41 jaar De Poezenkrant" te zien in de Openbare Bibliotheek Amsterdam, een tijdelijke tentoonstelling, geheel gewijd aan De Poezenkrant.
In november 2023 verscheen de laatste editie van de Poezenkrant.
Ik denk dat De Poezenkrant zijn tijd gehad heeft. Het internet is al verstopt met katten. En wat ik eraan toevoeg, is niet zo veel meer. Ik heb het idee dat ik het allemaal wel gedaan heb. Het begint me een beetje tegen te staan, zeg ik heel zachtjes. Ik wil de vele trouwe liefhebbers liever geen verdriet doen, maar op een gegeven moment moet je hard zijn, ook voor jezelf. Persoonlijk vind ik dat dingen best mogen stoppen. — Piet Schreuders, 2023 

### Verschijning
De Poezenkrant werd voor het eerst uitgegeven op 7 februari 1974 en kwam aanvankelijk ongeveer eens per maand uit, hoewel er op 10 juli 1974 twee kranten verschenen. Vanaf het vijftiende nummer kwamen de kranten (soms in de vorm van kleine boekjes) onregelmatiger uit. Later liepen de intervallen tussen opeenvolgende uitgaven tot enige jaren op. Het gecombineerde nummer 50-51 kwam uit in oktober 2004, nummer 52 in 2007 en nummer 53 in voorjaar 2009. Nummer 57 uit 2013 was het boekje Poes in verdrukking en verzet 1940-1945 door Paul Arnoldussen. Nummer 67 uit 2021 was de eerder genoemde pastiche op het blad Privé (waar de Privé-redactie zeer verguld mee schijnt te zijn geweest). Nummer 70, dat verscheen in november 2023, werd in het blad middels een bescheiden voetnoot aangekondigd als "Laatste nummer".

## Boek
In 2004 kwam Het Grote Boek van De Poezenkrant uit bij uitgeverij Thomas Rap. Het is samengesteld uit de nummers 1 t/m "49 bis" (jaargangen 1974-2004) en bevat een leeslint in de vorm van een kattenstaart, die aansluit aan de op het omslag afgebeelde kat. Het boek won de door het vaktijdschrift Boekblad uitgeschreven verkiezing van Mooiste Boekomslag van 2004.